# Benoni (pomme)
Pour les articles homonymes, voir Benoni (homonymie).

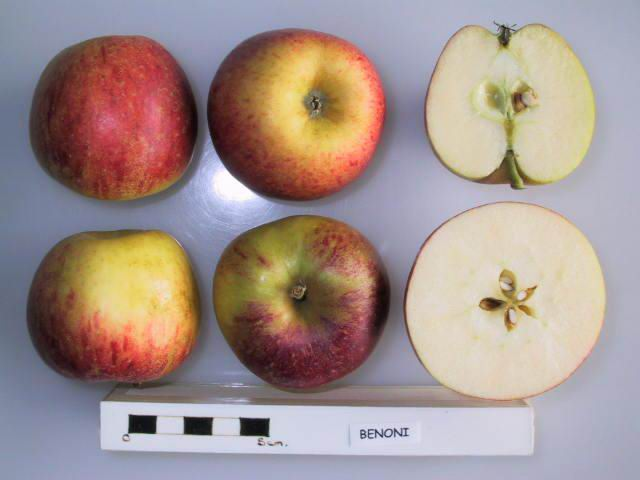
Extérieur et intérieur de pomme (Benoni)

Benoni est un cultivar de pommier domestique.
Nom botanique: Malus domestica Borkh benoni

## Origine
Dedham, Massachusetts, États-Unis.

## Historique
- 1848 : Premiers arbres.
- 1831 : Mise sur le marché par R. Mason

## Description
- Chair: jaune, ferme, croquante, finement granuleuse, tendre, juteuse, d'acidité agréable[2].
- Calibre : moyen à petit.
- Pédoncule : très court[3].

## Pollinisation.
Variété diploïde.
- Groupe de floraison: B [4].
- S-génotype: S5S11 [5].

## Culture
- Maturité : précoce (début août).